# Posthorn-Serie

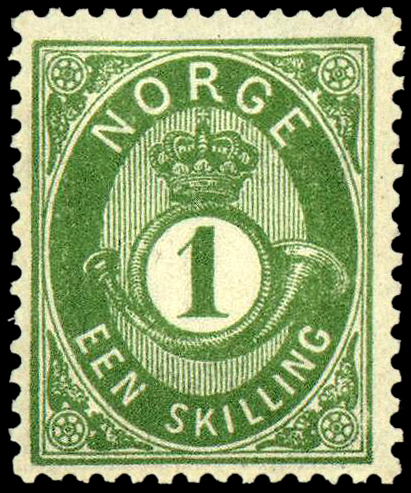
1 Schilling von 1872

Die norwegische Posthorn-Serie ist die älteste andauernde Briefmarkenserie der Welt. Seit 1872 sind in Norwegen ständig Posthornbriefmarken im Gebrauch. 
Die im Folgenden verwendeten Nummern beziehen sich auf den Norgeskatalog, den Handlerkatalog Norge (NK) und den Michel-Katalog (MI) jeweils in der neuesten Ausgabe.

## Geschichte

### Erste Serie
Am 10. Juli 1871 erhielt der Fotograf P. Petersen von der Norwegischen Geografischen Zeichenstelle den Auftrag, neue Briefmarken zu drucken. Er reiste dazu nach Kopenhagen, um sich dort die für die Herstellung von Briefmarken erforderlichen Kenntnisse anzueignen. Dort schloss er eine Vereinbarung mit dem Graveur Philip Batz vom Dänischen Postwesen über die Gravur der ersten Posthornmarken nach dem Zeichenentwurf des deutsch-norwegischen Grafiker und Architekten Wilhelm von Hanno. Am 19. Dezember 1871 erhielt das Norwegische Postwesen die erste Lieferung der Drei-Schilling-Posthornmarke (HK 18 / Mi 18).
Am 1. Januar 1872 begann der Verkauf der ersten Posthornmarken (HK 16 ff). Die Gestaltung war angelehnt an schon existierende Marken in anderen Ländern. Als Schrifttype wurde eine einfache gradstrichige Schrift, die Groteskschrift (auf Norwegisch Stolpeskrift) verwendet. Währung war der Spezietaler mit der Unterteilung in Schilling, auf Norwegisch skilling. Der Druck war unklar. Diese erste Serie firmiert unter der Bezeichnung schattiertes Posthorn, norwegisch skravert posthorn.

### Neue Währungsangabe

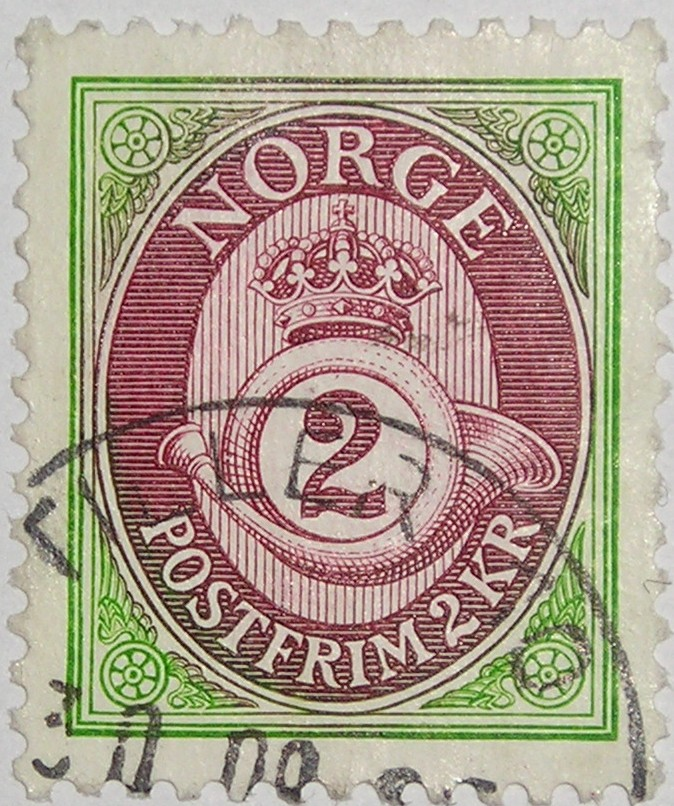
2 Kr

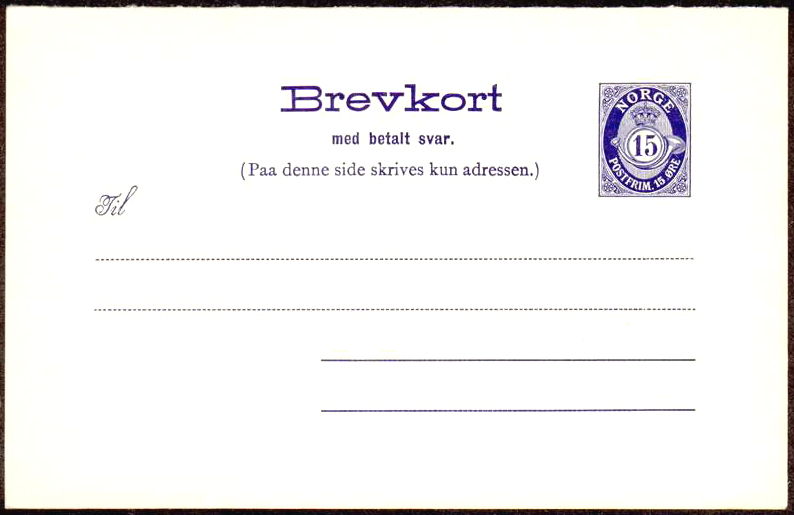
Postkarte zu 15 Öre von 1888

Das Gesetz über die neue Währung und Ablösung von Speciedaler und Schilling durch Kronen und Øre erforderte 1875 neue Briefmarken. 1877 wurden die ersten Posthornmarken mit Ørewerten eingeführt und verkauft (HK 22 ff / Mi 22 ff). 
1888 wurden erstmals Provisorien herausgegeben, und zwar die früheren 12 Øremarken mit 2 Øre Überdruck (HK 48 / Mi 48) Später folgten weitere Provisorien mit Überdruck auf Posthornmarken, 1906 erschien 30 Øre auf 7 Skilling (NK 21 / Mi 21) als NK 88 / Mi 65. 1907 erscheint 15 ØERE auf 4 Skilling (NK 19 / Mi 19) als NK 92 / Mi 70. Schließlich erschien 1922 5 ØERE auf 25 Øre (NK 104 / Mi 83) als NK 117 / Mi 104.

### Neues Klischee ab 1892
Im Jahre 1892 war der Druckstock, der zur Herstellung der Markenklischees benutzt wurde, aufgebraucht. Der Graveur Ivar Throndsen von der Königlichen Münze in Kongsberg erhielt den Auftrag, ein neues Klischee herzustellen. Der trennte sich von der bisherigen Schrifttype (Grotesk, also stolpeskrift) und verwendete Antiqua. Diese wird bis heute verwendet (NK 56 / MI 52 ff). 1909 entstand ein neuer Druckstock. Es entstanden die ersten „modernen“ Posthornmarken (HK 96 / Mi 75 ff).

### Tiefdruck-Verfahren ab 1937
1937 wurde von der Druckerei Emil Mostue AS / Oslo das Tiefdruck-Verfahren eingeführt (NK 197 / Mi 176 ff). Die Deutsche Besatzungsmacht übernahm 1941 die Posthornmarken und ließ sie mit dem „V“-Überdruck versehen. V steht für Viktoria „Deutschland siegt an allen Fronten“. Dabei übersahen sie, dass die Posthornmarken die Norwegische Königskrone zeigt: Obwohl alle Königssymbole verboten waren, wurden die Posthornmarken mit dem verbotenen Symbol verkauft.

### Stahltiefdruck-Verfahren ab 1962
Im Jahre 1962 gravierte  Knut Løkke-Sørensen einen neuen Druckstock. Die Marken wurden in Stahl-Tiefdruck erstellt (NK 513 / Mi 478 ff). 1972 gab die Norwegische Posthorn-Briefmarke zu ihrem 100. Geburtstag zwei Sondermarken mit dem Abdruck der Marken NK 18 und 17 und dem ersten Block mit diesen beiden Marken (NK 684-686 / Mi 637, 638) heraus. Am 22. November 1991 erschienen die ersten zweifarbigen Posthornmarken NK 1127 / Mi 1078 ff) (Entwurf Løkke-Sørensen). Inzwischen hatte sich der Wert der Krone und der Beförderungspreis für Postsendungen so verändert, dass es nur noch Kronenwerte und keine Øreangaben mehr gab. Die Posthornmarke erschien 1997 erstmals in Offsetdruck (HK 1284 / Mi 1237 ff) mit dezimalen Kronenwerten im Posthornzentrum, in der Unterschrift weiterhin in Øre (Entwurf Sverre Morken). 2001 erhielt die Posthornmarke zusätzlich zu den üblichen Farben Gold und Silber (Entwurf: Sverre Morken und Enzo Finger).

## Siehe auch

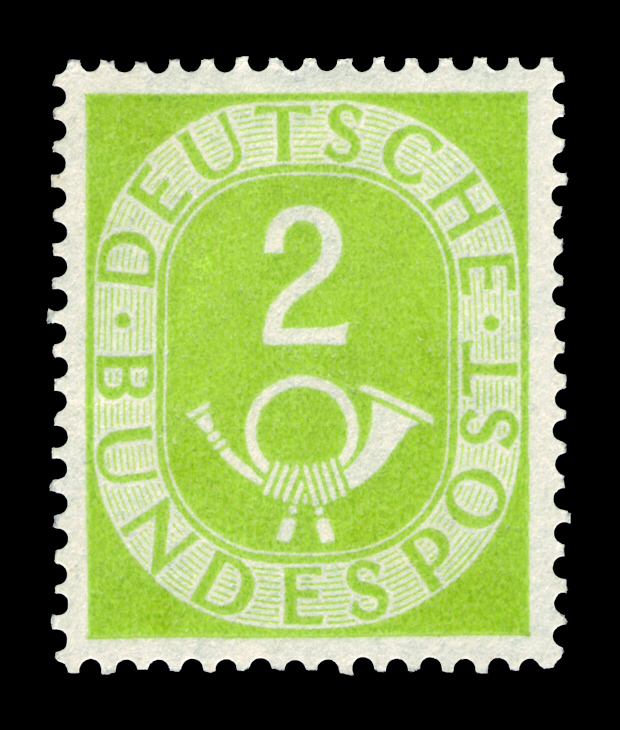
Zum Vergleich: Der Posthornsatz der Deutschen Bundespost